# Élections fédérales australiennes de 2022 à Victoria
 (novembre 2024).
Si vous disposez d'ouvrages ou d'articles de référence ou si vous connaissez des sites web de qualité traitant du thème abordé ici, merci de compléter l'article en donnant les références utiles à sa vérifiabilité et en les liant à la section « Notes et références ».
Les élections fédérales australiennes de 2022 à Victoria ont eu lieu le 21 mai 2022. Les 39 sièges de l'état à la Chambre des représentants et six des 12 sièges du Sénat étaient en élection.